# ابوجعفر عتبی
ابوجعفر عتبی (ابوجعفر احمد بن حسین عتبی) از وزیران شناخته‌شدهٔ دودمان سامانیان بود. دوران وزارت ابوجعفر عتبی با دورهٔ آشفتگی‌های سیاسی دولت سامانی هم‌زمان بود. پس از نبرد مسلحانهٔ نوح بن منصور با ابوعلی چغانی در سال ۹۴۷ میلادی، گروهی از مردم کشته و شماری دستگیر شدند. ابوجعفر عتبی نیز در نخشب دستگیر و به بخارا منتقل شد. او دوره‌ای در بند بود و سپس آزاد گردید.
در سال ۹۵۴ میلادی، ابوجعفر عتبی به دربار عبدالملک بن نوح راه یافت و به وزارت رسید، ولی پس از یک سال از این جایگاه برکنار شد. در سال ۹۷۲ میلادی، بار دیگر به جایگاه وزارت رسید. گردیزی تاریخ‌نگار، از کارهای نیک ابوجعفر عتبی در خراسان یاد کرده‌است. از کارهای برجسته او، تلاش برای زدودن دشمنی میان سامانیان و آل بویه بوده‌است.
او کوشید نیروی امیر را در برابر جاه‌طلبی سران لشگری ترک بهبود بخشد؛ دارای اداره‌ای نیک بود و توان مالی امیران را با پر کردن گنجینه آنان بازگرداند. گفته می‌شود که او مسجدی نیز در پایتخت بخارا ساخته است.
دوره نخست وزارت: در دوران امیر عبدالملک یکم سامانی (۹۵۴–۹۶۱ میلادی). او از سال ۹۵۶ تا ۹۵۹ وزیر بود 
دوره دوم وزارت: بار دیگر (این بار همراه با ابوعلی محمد بلعمی) در دوران منصور یکم (۹۶۱–۹۷۶) به وزارت رسید.